# Fiorella Mattheis
Fiorella Gelli Mattheis (Petrópolis, 10 de febrero de 1988) es una actriz, modelo y presentadora de televisión brasileña.

## Carrera
Mattheis comenzó su carrera de modelo a la edad de catorce años, después de haber sido finalista de un concurso organizado por la agencia Elite Model Management. Poco después se mudó a São Paulo, y fue a partir de allí que su carrera como modelo despegó. Entre los quince y los diecisiete años vivió en Japón, Hong Kong y en algunos países europeos. Su carrera como actriz comenzó cuando interpretó a Vivian Pimenta en la telenovela Malhação, ya en su país natal. Participó en otras producciones de televisión destacadas en Brasil como Casos e Acasos (2008), A Favorita (2009), Fina Estampa (2012) y Vai que Cola (2013). Sus créditos en el cine incluyen las películas Cine Holliúdy (2013), Big Hero 6 (2014) y O Último Virgem (2016).

## Filmografía

### Televisión
- 2006 -	Rolé
- 2007 -	Malhação
- 2008 -	Guerra e Paz
- 2008 - Casos e Acasos
- 2008 - Faça sua História
- 2009 -	Uma Noite no Castelo
- 2009 -	A Favorita
- 2009 -	Os Caras de Pau
- 2009-2010 - Vídeo Show
- 2010 -	As Cariocas
- 2012 -	Fina Estampa
- 2012 -	Louco por Elas
- 2013 - Vai que Cola
- 2018 - Rua Augusta

### Cine
- 2013 -	Cine Holliúdy
- 2014 -	Big Hero 6
- 2015 -	Vai Que Cola
- 2016 -	O Último Virgem
- 2016 -	Tô Ryca
- 2018 -	Minha Vida em Marte
- 2019 -	Vai que Cola 2 – O Começo

## Premios
- 2009 - Prêmio Jovem Brasileiro